# Britt Richardson
Britt Richardson (25 maggio 2003) è una sciatrice alpina canadese.

## Biografia
Sciatrice polivalente originaria di Canmore, la Richardson ha esordito in Nor-Am Cup il 19 novembre 2019 a Copper Mountain in slalom speciale (22ª) e in Coppa del Mondo il 23 ottobre 2021 a Sölden in slalom gigante, senza completare la prova; il 18 novembre 2021 ha conquistato il primo podio in Nor-Am Cup, a Copper Mountain in slalom gigante (2ª), e l'8 febbraio 2022 la prima vittoria, a Georgian Peaks nella medesima specialità. Ai Mondiali di Courchevel/Méribel 2023, sua prima presenza iridata, ha vinto la medaglia di bronzo nella gara a squadre e si è classificata 21ª nello slalom gigante; l'anno dopo ai Mondiali juniores di Alta Savoia 2024 ha conquistato la medaglia d'oro nello slalom gigante. Ai Mondiali di Saalbach-Hinterglemm 2025 si è piazzata 10ª nello slalom gigante; non ha preso parte a rassegne olimpiche.

## Palmarès

### Mondiali
- 1 medaglia:
  - 1 bronzo (gara a squadre a Courchevel/Méribel 2023)

### Mondiali juniores
- 1 medaglia:
  - 1 oro (slalom gigante ad Alta Savoia 2024)

### Coppa del Mondo
- Miglior piazzamento in classifica generale: 57ª nel 2025

### Coppa Europa
- Miglior piazzamento in classifica generale: 64ª nel 2025
- 1 podio:
  - 1 secondo posto

### Nor-Am Cup
- Miglior piazzamento in classifica generale: 4ª nel 2023
- 11 podi:
  - 6 vittorie
  - 1 secondo posto
  - 4 terzi posti

#### Nor-Am Cup - vittorie
| Data             | Località           | Paese       | Specialità |
| ---------------- | ------------------ | ----------- | ---------- |
| 8 febbraio 2022  | Georgian Peaks     | Canada      | GS         |
| 9 febbraio 2022  | Georgian Peaks     | Canada      | GS         |
| 14 febbraio 2022 | Whiteface Mountain | Stati Uniti | SG         |
| 30 novembre 2022 | Copper Mountain    | Stati Uniti | GS         |
| 1º dicembre 2022 | Copper Mountain    | Stati Uniti | GS         |
| 27 marzo 2023    | Whistler           | Canada      | GS         |

Legenda:

SG = supergigante

GS = slalom gigante

### South American Cup
- Miglior piazzamento in classifica generale: 21ª nel 2024
- 1 podio:
  - 1 vittoria

#### South American Cup - vittorie
| Data           | Località | Paese | Specialità |
| -------------- | -------- | ----- | ---------- |
| 31 agosto 2023 | La Parva | Cile  | DH         |

Legenda:

DH = discesa libera

### Campionati canadesi
- 4 medaglie:
  - 1 oro (supergigante nel 2023)
  - 2 argenti (slalom gigante nel 2022; slalom gigante nel 2023)
  - 1 bronzo (supergigante nel 2022)